# Polska expeditionen
Polska expeditionen kallades en grupp som med båt kom till Malmö från England 1863 och som bildats för att delta i ett polskt uppror mot det ryska styret i Polen. Gruppen blev kvar i Malmö i drygt två månader innan den reste vidare.
Gruppen bildades av polska studenter i Paris för Polens frihetskamp. De fick med sig även andra nationaliteter i vad som kallades "corps". Gruppen hamnade sedan i England där de hyrde ett fartyg för att ta sig till Polen som var under det ryska tsarväldet. Destinationen var Samogitien i nuvarande Litauen.
Gruppen anlände till Malmö den 30 mars 1863 och bestod av 160 personer, de flesta polacker men även frivilliga från bland annat Italien och Ungern. De kom med den engelska ångaren Ward Jackson från London där den polska nationalregeringen skickat gruppen för att stödja upproret. Gruppen leddes av överste Teofil Lapinski. Hans sekreterare och adjutant hette Stefan Poles. När fartyget kom till Malmö beslagtogs det av myndigheterna och under de följande två månaderna uppehöll sig gruppen i Malmö. De beskrivs som ett "färgstarkt" inslag i dåtidens Malmö och att de flesta såg med välvilja på dem. De fick bo hos Malmöbor och i Lund arrangerades en akademisk fest för dem. Det talas om en "Polenfeber". Alla hade uniformer och en röd mössa som var känd som "den polska mössan".
Gustav von Essen som var generalbefälhavare i södra militärdistriktet var däremot ingen vän av gruppen och den officiella hållningen var att det rörde sig om ovälkomna gäster. Landshövdingen fick uppdraget att få iväg den polska expeditionen. Ett steg blev att deras båt som beslagtagits skickades tillbaka till England. Den 4 juli avseglade gruppen förutom fyra personer som stannade kvar i Malmö, däribland Stefan Poles och Louis de Czempinski. Gruppen reste till Köpenhamn för att där byta båt för att ta sig till Polen. Men färden över Östersjön blev olycksalig där stora delar av gruppen drunknade när båten kantrade och resterande del till slut hamnade på Gotland och Klintehamn. 86 av dem blev omhändertagna och skickade tillbaka till London. Carl de Shàrengrad räddades när båten kantrade och återkom till Malmö.
Louis de Czempinski var den sista kvarvarande medlemmen i Sverige. Han avled i Lund 1917, där han sedan 1884 vistats på Lunds hospital intagen för psykisk ohälsa. Innan dess hade han livnärt sig som konduktör och stationsskrivare på SJ.